# Culto della personalità di Adolf Hitler

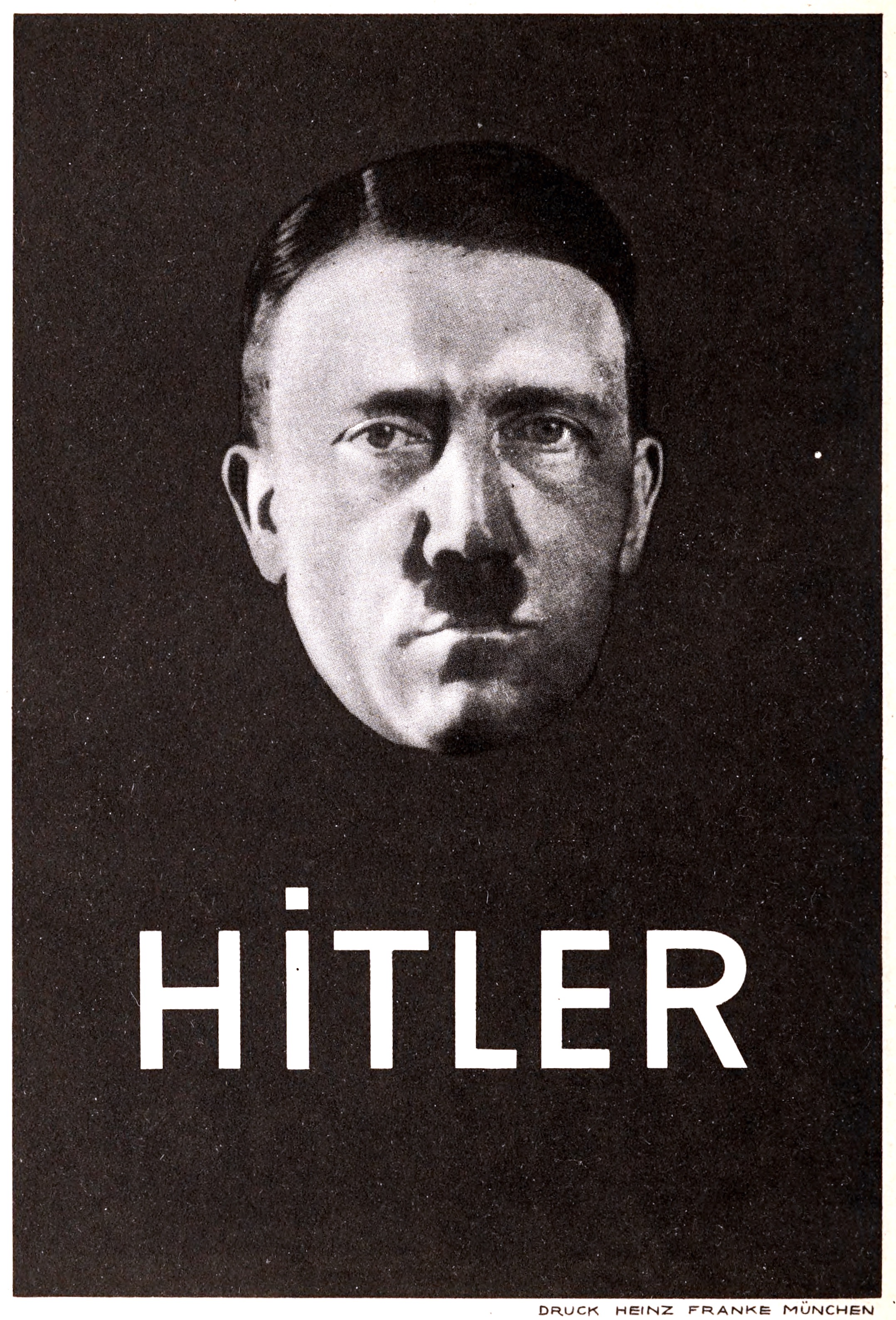
Un manifesto di propaganda nazista utilizzato durante la campagna elettorale per le presidenziali tedesche del 1932.

Il culto della personalità di Adolf Hitler, parte integrante della propaganda nazista, fu costruito fin dalla nascita del partito e basato sull'ideologia del Führerprinzip. L'incessante propaganda del mito divenne l'aspetto centrale del controllo nazista sul popolo tedesco, rafforzata sia dal successo politico interno di Hitler nel risolvere i problemi economici della Germania, compresa la disoccupazione, attraverso la politica di riarmo negli anni della grande depressione, sia dai trionfi incruenti in politica estera antecedenti allo scoppio della seconda guerra mondiale e dalla rapida sconfitta militare di Polonia e Francia nel primo periodo di guerra.
Il mito di Hitler, rappresentato come una personalità poliedrica dalle qualità messianiche, arrivò quasi alla divinizzazione: strumento principale di unificazione del popolo tedesco intorno alla figura del Führer, contribuì ad arginare il rischio della frammentazione del partito nazista in diverse fazioni, nonché quello di un eventuale colpo di stato per mano della Wehrmacht.

## La figura di Hitler tra propaganda e mass media
Fin dalla fondazione del partito nazista la propaganda raffigurò il suo leader come una figura iconica, l'unica speranza per il destino della Germania. Dopo la fine della prima guerra mondiale e durante gli anni della Repubblica di Weimar il popolo tedesco aveva sofferto molto, e i nazisti si adoperarono per promuovere l'idea che solo Hitler fosse in grado di ripristinare la potenza della Germania, il che diede inizio al culto del führer. Pochi giorni dopo la marcia su Roma di Benito Mussolini, un oratore del partito annunciò alla folla di una birreria: "il Mussolini della Germania si chiama Adolf Hitler", dando così un maggiore impulso al culto della sua personalità. Nel dicembre 1922 il giornale nazista Völkischer Beobachter affermò che Hitler era l'unico leader a poter salvare la Germania. Dopo il fallito putsch di Monaco del novembre 1923 e la conseguente incarcerazione, Hitler si impegnò a costruire un'immagine di sé che potesse attirare l'intero popolo tedesco: nel tempo arricchì la propria figura con sfumature nazionalistiche e religiose, che gli accativarono le simpatie di tutti i tedeschi e che lo spinsero ad affermare di aver "risvegliato le masse". La denominazione del partito fu scelta con il preciso intento di coinvolgere l'elettorato sia di destra che di sinistra. Quando Hitler ne assunse la guida nel 1921, insistette per aggiungere il termine "nazionalsocialista": Partito Nazionalsocialista Tedesco dei Lavoratori (fino a quel momento semplicemente Partito Tedesco dei Lavoratori). Dichiararsi socialisti aveva lo scopo prettamente propagandistico: infatti, una volta al potere, i nazisti soppressero i sindacati e perseguitarono gli oppositori politici comunisti e socialisti.

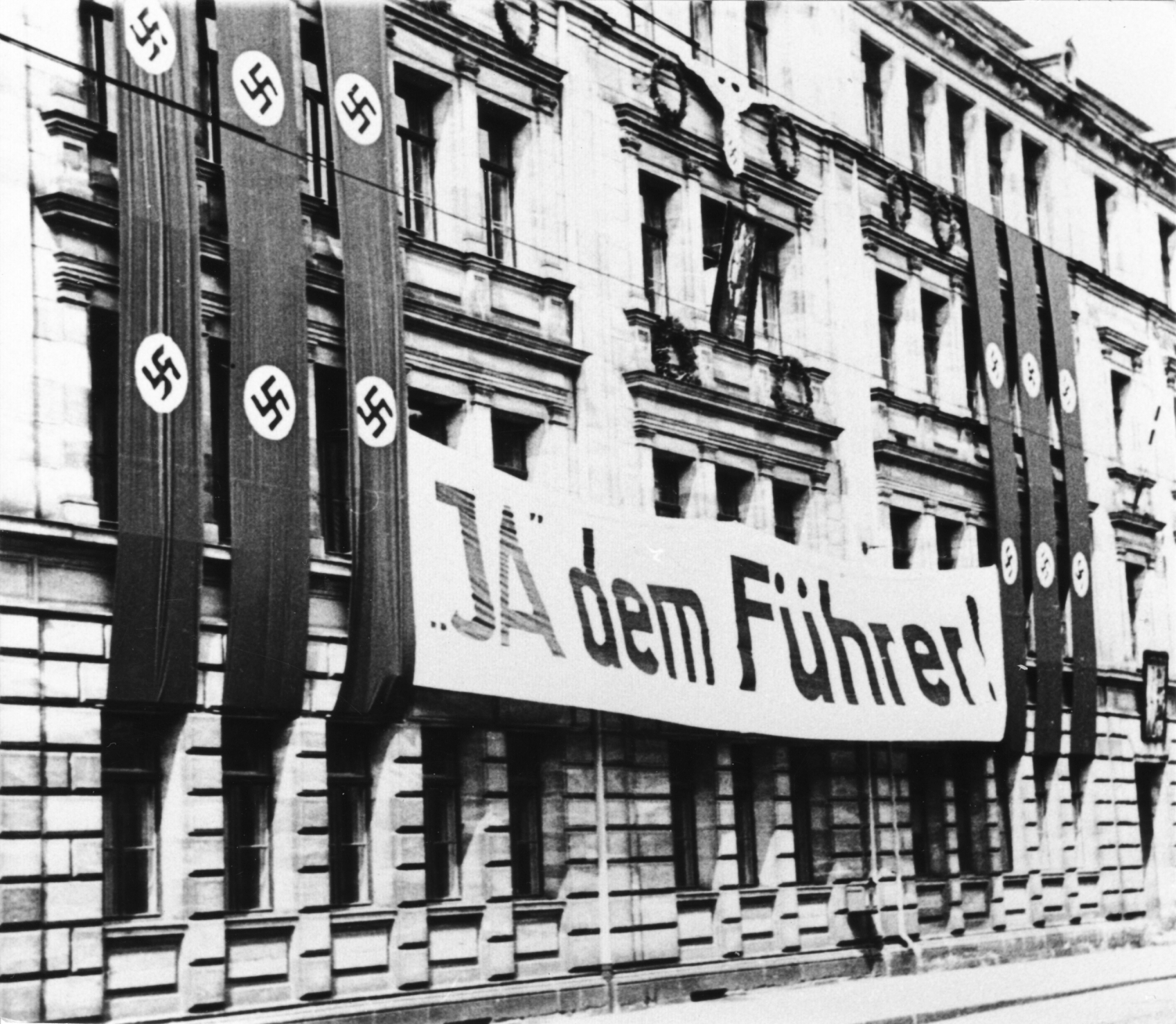
"Ja dem Führer", striscione propagandistico nazista fuori da un edificio scolastico di Fürth per il referendum tedesco del 1934.

Il giornale Der Angriff, fondato e diretto dal capo della propaganda nazista Joseph Goebbels, svolse un ruolo importante nella creazione del mito del Führer: fin dalle prime edizioni erano presenti foto e disegni di Hitler, che appariva come una figura mistica agli occhi dei molti membri del Partito nazista. Era considerato un modello sotto ogni aspetto, una persona del popolo, un lavoratore e un soldato che aveva rischiato la vita per combattere per la Germania durante la prima guerra mondiale; l'immagine diventò eroica e Hitler veniva raffigurato come un genio con qualità quasi sovrumane, quasi un dio da venerare. Dopo l'ascesa al potere dei nazisti riceveva ogni anno oltre 12 000 lettere, provenienti da tutto il Paese, in cui gli esprimevano ammirazione i tedeschi di ogni classe sociale e vocazione. Nel 1930 Hitler avrebbe detto a Otto Strasser: "Per noi l'Idea è il Führer, e ogni membro del partito deve solo obbedire al Führer". Durante le campagne elettorali del 1932 Hitler assunse uno status quasi religioso: il giornale nazista Völkischer Beobachter lo ritrasse come un uomo alla guida di un movimento di massa unito, un uomo la cui unica missione era quella di salvare la nazione, il "leader della Germania che verrà". Il Völkischer Beobachter titolava: "Il movimento nazionalsocialista è la resurrezione della nazione tedesca" e continuava: "Credo di essere uno strumento della natura per liberare la Germania". Analogamente, Goebbels scrisse in Der Angriff che Hitler era "il Grande tedesco, il Führer, il profeta, il combattente, l'ultima speranza delle masse, il simbolo splendente della volontà tedesca di libertà".

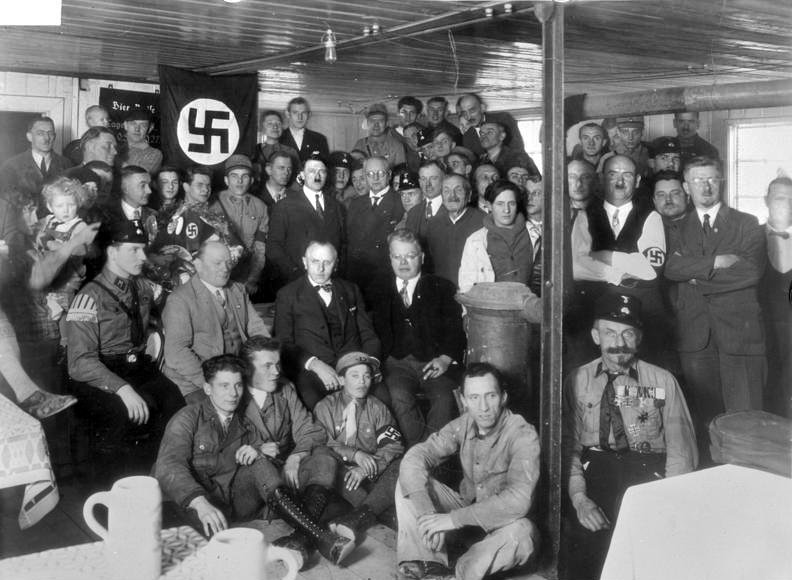
Hitler con i membri del partito nazista nel 1930.

Hitler fu il primo politico a fare campagna elettorale sfruttando l'aereo. Volava da una città all'altra con lo slogan Hitler über Deutschland, visitandone a volte fino a cinque al giorno per tenere discorsi davanti alle folle. Le capacità oratorie di Hitler, carismatico e ipnotico, ebbero il ruolo fondamentale nell'attirare a lui i tedeschi; questa abilità era corroborata dalla sua capacità di alzare continuamente l'intonazione della voce, a volte di un'ottava, fino a raggiungere un crescendo; si è ipotizzato che questo fosse il risultato di un attacco di gas mostarda che gli danneggiò la laringe durante la prima guerra mondiale. Durante le elezioni presidenziali del 1932 i nazisti sperimentarono anche nuove strategie elettorali, come la pubblicità diretta per corrispondenza e gli spostamenti aerei che consentivano di tenere diversi comizi nello stesso giorno. Gli eventi si protraevano per diverse ore e l'effettiva apparizione di Hitler veniva ritardata attraverso continui e fuorvianti annunci sull'orario di arrivo con lo scopo di tenere alta l'attesa della folla.

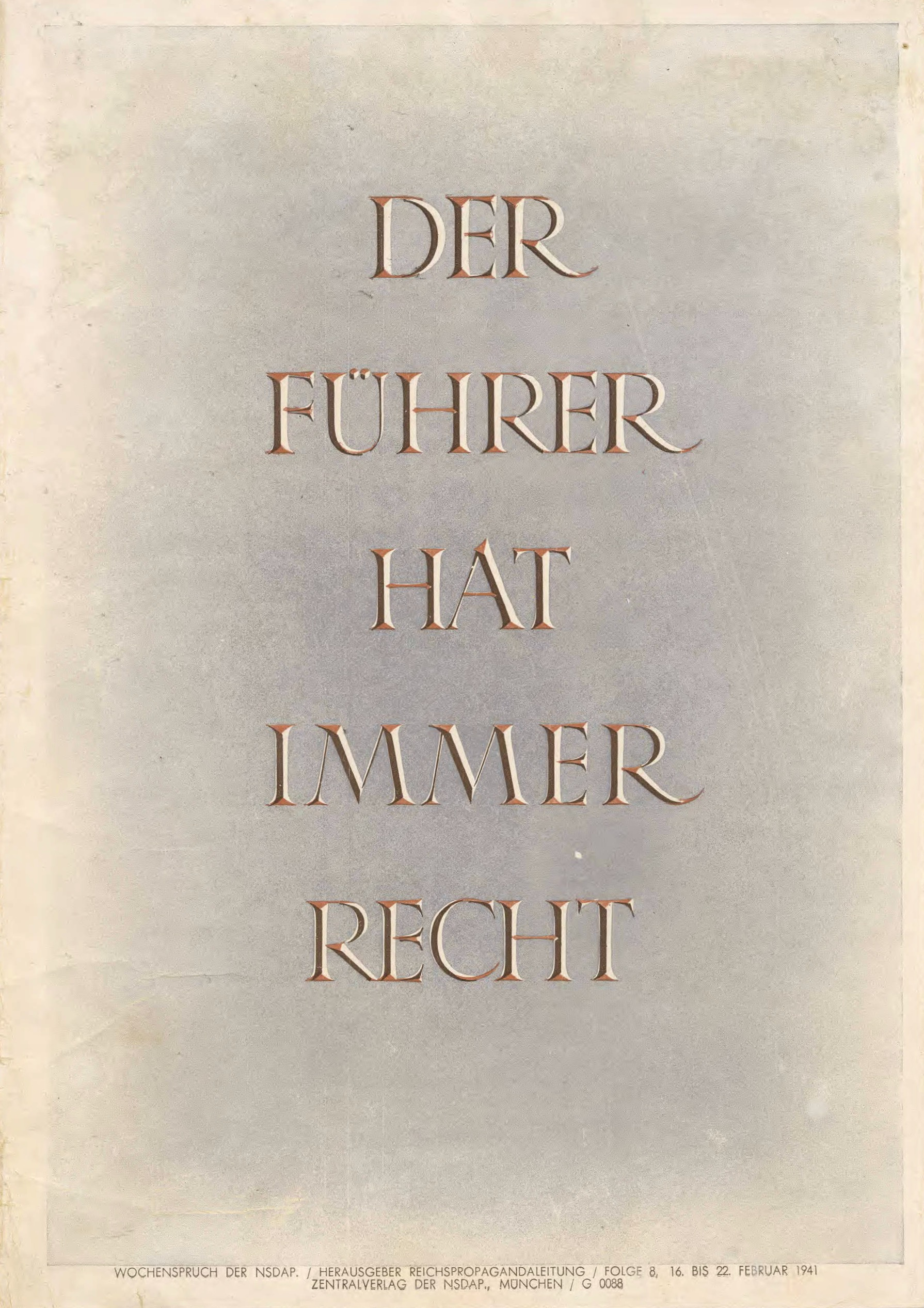
Il giornale murale Wochenspruch der NSDAP pubblicato il 16 febbraio 1941: "Il Führer ha sempre ragione".

Mentre la crisi economica si aggravava a causa della grande depressione e mentre i nazisti acquisivano un potere politico sempre maggiore in virtù del numero di seggi che detenevano nel Reichstag, la macchina propagandistica di Goebbels creò un'immagine di Hitler che incarnava la rabbia del popolo per l'incapacità della fragile Repubblica di Weimar di risolvere i problemi della popolazione. La progaganda lo rappresentava come l'unico uomo in grado di creare un nuovo ordine sociale, il Volksgemeinschaft, "la speranza per milioni di persone", l'incarnazione della salvezza nazionale. Secondo lo storico Ian Kershaw, il popolo "proiettò su Hitler le proprie convinzioni, i propri desideri e le proprie volontà. Egli li incorporò in una visione di completa rinascita nazionale".
Goebbels ne coltivò un'immagine come "genio eroico". Durante l'esistenza della Germania nazista, ogni anno, alla vigilia del compleanno di Hitler, Goebbels pronunciava un discorso intitolato "Il nostro Hitler", in cui elogiava tutte le presunte virtù della sua personalità e delle sue idee. Il mito diede origine anche al pensiero che sta alla base del detto "Se solo il Führer sapesse": quando i tedeschi erano insoddisfatti del modo in cui veniva gestito il Paese, ne accusavano i dirigenti nazisti più importanti, senza però attribuire alcuna colpa a Hitler, esonerandolo da ogni responsabilità; si credeva che se Hitler avesse saputo cosa stava accadendo, avrebbe sistemato la situazione. La notte dei lunghi coltelli del 1934 fu presentata al pubblico come una misura di contrasto al caos, con la repressione preventiva di un tentativo di colpo di Stato, contribuendo così a rafforzare l'immagine di Hitler come protettore del popolo tedesco.
Il culto del leader fu evidenziato nei film di propaganda nazista di Leni Riefenstahl, ad esempio Il trionfo della volontà del 1935, ordinato da Hitler. Il film mostra il raduno di Norimberga del 1934 a cui parteciparono oltre 700 000 sostenitori, uno dei primi esempi del mito hitleriano filmato e messo in atto; il misticismo è evidente fin dall'inizio, quando Hitler inizia a scendere dalle nuvole in aereo e mentre il raduno termina con il climax che unisce il Führer, il Partito nazista e il popolo tedesco, con Rudolf Hess che dice: "Il Partito è Hitler. Ma Hitler è la Germania, così come la Germania è Hitler. Hitler! Sieg Heil!". Gli spettatori furono esposti in pieno alla forza del mito del Führer.
Nel 1934 il suo successore prescelto, Hermann Göring, disse: "C'è qualcosa di mistico, di inesprimibile, di quasi incomprensibile in quest'uomo [...] Noi amiamo Adolf Hitler perché crediamo, profondamente e fermamente, che egli sia stato mandato da Dio per salvare la Germania [...] Non c'è qualità che egli non possieda al massimo grado [...] Per noi il Führer è semplicemente infallibile in tutte le questioni politiche e in tutte le altre questioni che riguardano l'interesse nazionale e sociale del popolo".
La propaganda nazista si impegnava incessantemente a persuadere i tedeschi ad avere fede e fiducia nelle idee di Hitler. Ci si può rendere conto della portata dell'uso delle immagini di lui nella propaganda nazista grazie all'affermazione che fece nel 1941 un cinegiornale nazista: "Un cinegiornale senza immagini del Führer non è da considerarsi all'altezza". Sebbene l'ideologia politica del nazismo fosse importante per Hitler stesso, molti membri del partito nazista rimanevano indifferenti, poiché per la maggior parte di loro egli era l'incarnazione del nazismo.

## Il Führerprinzip
Il Führerprinzip era il principio a base dell'autorità politica nella Germania nazista; può essere sinteticamente espresso come "la parola del Führer è al di sopra di ogni legge scritta"; la politica e gli uffici governativi dovevano lavorare per il raggiungimento di questo fine. Il principio si estendeva anche ai dirigenti di altre organizzazioni, che dovevano avere l'ultima parola nei loro ambiti di competenza.
Il Führerprinzip fu messo in pratica durante la notte dei lunghi coltelli, quando Hitler ordinò una serie di esecuzioni a scopo preventivo, per evitare un presunto imminente colpo di stato preparato dalle SA di Ernst Röhm. In un discorso al Reichstag Hitler disse: "Lo Stato nazionalsocialista intraprenderà una guerra dei cent'anni se necessario, per eliminare e distruggere fino all'ultima traccia all'interno dei suoi confini questo fenomeno che avvelena e rende ridicolo il Volk (Volksvernarrung)", sostenendo anche: "in quest'ora ero responsabile del destino della nazione tedesca ed ero quindi il giudice supremo del popolo tedesco!". La propaganda nazista sostenne che le azioni di Hitler avevano salvato la Germania.

## Il mito del Führer

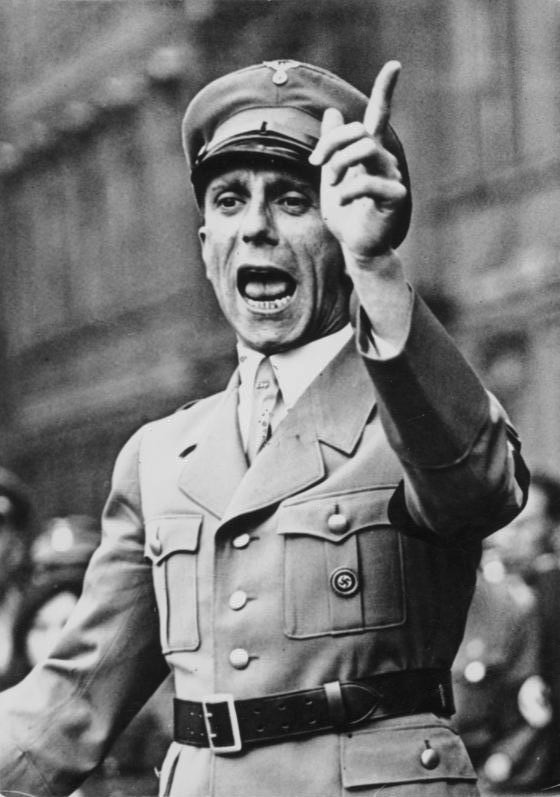
Nel 1941, il ministro della Propaganda nazista Joseph Goebbels dichiarò che uno dei suoi più grandi successi era stato la creazione del mito del Führer.

Il "mito del Führer" fu diffuso dalla propaganda e dall'imposizione del Führerprinzip per ritrarre Hitler come il genio infallibile al di sopra della politica di partito, che si dedicava anima e corpo a proteggere il popolo tedesco sia da forze esterne insidiose come il "bolscevismo ebraico", sia da fattori interni come la linea conservatrice, centrista e liberale dei politici che sostenevano la democrazia e che costituivano la spina dorsale della Repubblica di Weimar. In misura minore, i nazisti annoveravano la religione tra le forze interne distruttive, ma poiché il popolo tedesco sia protestante che cattolico era molto attaccato alle proprie convinzioni religiose, a questo aspetto dell'ideologia nazista non si dava molto rilievo.
Il potere del mito era così radicato nella società tedesca che le schede elettorali per le elezioni e i plebisciti degli anni '30 non riportavano la dicitura "Partito nazista", ma "Movimento hitleriano". Sebbene il termine "nazionalsocialismo" fosse stato usato anche da altri partiti politici prima dell'ascesa dei nazisti, il nazismo era sostanzialmente l'hitlerismo.
Negli anni '30 la popolarità di Hitler era in gran parte dovuta al fatto che il mito del Führer era stato accettato dalla maggioranza dei tedeschi. La popolazione cercava la ripresa economica, sicurezza e prosperità, e Hitler sembrava offrire la soluzione alla mancanza di tutto ciò. La maggior parte dei tedeschi approvava le sue politiche socio-economiche e le misure draconiane contro coloro che erano considerati "nemici" dello Stato. Il mito del Führer permise alle Schutzstaffel di portare il terrore che passò inosservato grazie all'entusiasmo per Hitler e per il regime nazista. Il mito aiutò i tedeschi a vedere Hitler come lo statista determinato a salvare la Germania dal flagello del "bolscevismo ebraico", espressione con cui i nazisti e altri ultranazionalisti si riferivano al marxismo e al comunismo, e contribuì a far sì che accettassero o trascurassero le politiche nei confronti degli ebrei.
Insieme a Goebbels, Hitler stesso diede un importante contributo alla costruzione del proprio mito: comprese l'importanza della propaganda e la necessità di creare un'aura attorno a sé. Riflettendo sulle promesse fatte nel 1933 al popolo tedesco, nel 1938 disse:
Nel 1941 Goebbels disse ai funzionari del ministero della Propaganda che i suoi più grandi successi erano "lo stile e la tecnica delle cerimonie pubbliche del partito; il cerimoniale delle manifestazioni di massa, il rituale delle grandi occasioni" e la "creazione del mito: Hitler aveva ricevuto l'aureola dell'infallibilità, con il risultato che molte persone che guardavano il partito con sospetto dopo il 1933 avevano ora piena fiducia in Hitler".
Il mito del Führer, insieme al Führerprinzip, arginò le crisi interne al partito (disse lo stesso Hitler nel 1935: "No, signori. Il Führer è il partito e il partito è il Führer") e contribuì a legittimare il nazismo come ideologia politica all'estero. Anche se non era così, il mito promosse l'idea che i nazisti fossero riusciti a integrare tutti i tedeschi nella società. Era penetrato nella società tedesca in modo così capillare che era quasi impossibile non imbattercisi per chiunque leggesse un giornale, ascoltasse la radio o guardasse un film, anche perché i nazisti, possedendo tutti i mezzi di comunicazione, determinavano ciò che i tedeschi potevano leggere e guardare.
Fu un fenomeno a due facce. Da un lato, la propaganda nazista lavorò costantemente per trasmettere un'immagine di Hitler come figura eroica le cui scelte erano tutte giuste. Dall'altro, può essere visto come un'osservazione dei sistemi di valori e dell'etica che sottoscrivevano una leadership "suprema". Il culto della leadership che circondava Hitler servì anche a evitare che il Partito nazista si frammentasse in diverse fazioni in guerra tra loro, soprattutto dopo che Hitler ebbe eliminato i suoi rivali Ernst Röhm e Gregor Strasser nell'epurazione del 1934. Con il Führer come incarnazione dell'ideologia del Partito e delle speranze di salvezza nazionale del popolo, ritenuto irreprensibile e giustificato dall'opinione pubblica quando le cose andavano male, era virtualmente impossibile per qualsiasi paladino di Hitler tentare di sostituirlo attraverso una rivolta di palazzo.

### Aspetti economici
Dopo la prima guerra mondiale, la Repubblica di Weimar fu duramente colpita dall'iperinflazione e dalla successiva grande depressione. Molti tedeschi ebbero difficoltà a separare la sconfitta tedesca in guerra dagli effetti non correlati del crollo economico successivo e, in un Paese che non aveva una storia di democrazia, tendevano ad attribuire i problemi economici alle condizioni stabilite dagli Alleati nel Trattato di Versailles e alla nuova forma di governo della repubblica democratica, invece di guardare alla causa principale, che era la situazione economica mondiale. Quando non si potè più soddisfare i loro bisogni, si cominciò a cercare una figura in grado di sistemare le cose, che non credesse nella democrazia o nel governo repubblicano e che offrisse quelle che sembravano essere le soluzioni.
Senza gli apparenti successi economici dei primi anni trenta è altamente improbabile che il mito hitleriano sarebbe riuscito a penetrare così a fondo nella società tedesca. L'ironia della sorte vuole che i successi economici non fossero però opera di Hitler. L'alleggerimento delle onerose riparazioni di guerra della Germania fu dovuto ad un'attenta negoziazione e contatti diplomatici istaurati dal ministro degli Esteri Gustav Stresemann, prima della sua morte nel 1929, e poi dal cancelliere Heinrich Brüning. L'articolato programma di lavori pubblici, che ridusse la disoccupazione di due milioni di unità all'inizio del 1933, fu istituito dal successore di Brüning e predecessore di Hitler, il cancelliere Kurt von Schleicher, 48 ore prima che questi lasciasse l'incarico; Hitler si limitò a prendersene il merito. In più, a livello globale si stava lentamente uscendo dalla grande depressione, anche se alcuni dei suoi effetti negativi durarono fino all'inizio della seconda guerra mondiale. L'unico aspetto della ripresa economica dopo l'insediamento di Hitler, attribuibile legittimamente a lui, fu l'effetto - sia positivo che negativo - delle massicce spese per il riarmo, tra cui l'espansione su larga scala dell'esercito, la costruzione di nuove navi da guerra e degli U-Boot, la creazione ex novo della Luftwaffe, l'aeronautica militare tedesca.
La classe operaia era la meno suscettibile al mito hitleriano, poiché aveva ancora salari bassi e orari di lavoro lunghi. Tuttavia, l'appello "socialista" del nazismo garantì un certo sostegno tra i lavoratori, che beneficiarono delle campagne del Winterhilfswerk (raccolta annuale di donazioni per finanziare opere di carità). La classe media beneficiò maggiormente dei successi economici, veri o presunti, e nonostante abbia mosso qualche critica, almeno fino alla metà della guerra rimase la più ferma sostenitrice di Hitler e del regime.

### Politica estera e militare
Anche se le pecche del regime erano evidenti già negli anni '30, i primi traguardi ragguinti da Hitler in politica estera (l'alleggerimento delle restrizioni del trattato di Versailles e l'unione di tutte le etnie tedesche in un unico stato) portarono alla sua popolarità e al rafforzamento del mito. Sebbene non si sappia quanti tedeschi vi credevano veramente, alla fine degli anni '30 vi aderirono anche quelli più critici nei confronti di Hitler e del regime nazista. La maggior parte era stata impressionata dagli apparenti successi, tutti attribuiti al Führer. Fino al 1938 il mito convinse i più che Hitler era un politico determinato che si batteva per i diritti della Germania.
Prima dell'inizio della seconda guerra mondiale, il mito del Führer era quasi completo; mancava ancora un tratto importante: la genialità in fatto di querra. Già prima dell'inizio del conflitto, la macchina della propaganda nazista lavorò per dare al popolo questa immagine, preceduta dalla narrazione del genio diplomatico e della politica estera di Hitler, generata dai suoi trionfi nella rimilitarizzazione della Renania, nell'Anschluss, nell'assegnazione dei Sudeti alle potenze occidentali a Monaco e nell'invasione e spartizione incruenta della Cecoslovacchia. Alla vigilia dell'invasione della Polonia il ministro degli Esteri Joachim von Ribbentrop minacciò di giustiziare chiunque del suo staff dubitasse della previsione di Hitler che la Polonia sarebbe crollata in pochi giorni e che l'Inghilterra non sarebbe intervenuta in suo favore.
Il 20 aprile 1939, in occasione del cinquantesimo compleanno del leader, si tenne una parata militare allo scopo di raffigurarlo come "il futuro capo militare, che si riunisce con le sue forze armate". Dopo l'inizio della guerra l'immagine di Hitler come capo supremo dell'esercito e genio militare dominò il mito più di ogni altro aspetto. Malgrado la preoccupazione per lo scoppio di un'altra guerra, una volta iniziata ci fu un'evoluzione del mito. I primi successi portarono la popolazione a un livello più profondo di attaccamento emotivo: egli rappresentava la comunità nazionale e la grandezza nazionale e avrebbe trasformato la Germania in una potenza mondiale. L'euforia durò solo finché i trionfi continuarono, ma una volta cessati, questo attaccamento venne meno.

### Aspetti legali e giuridici

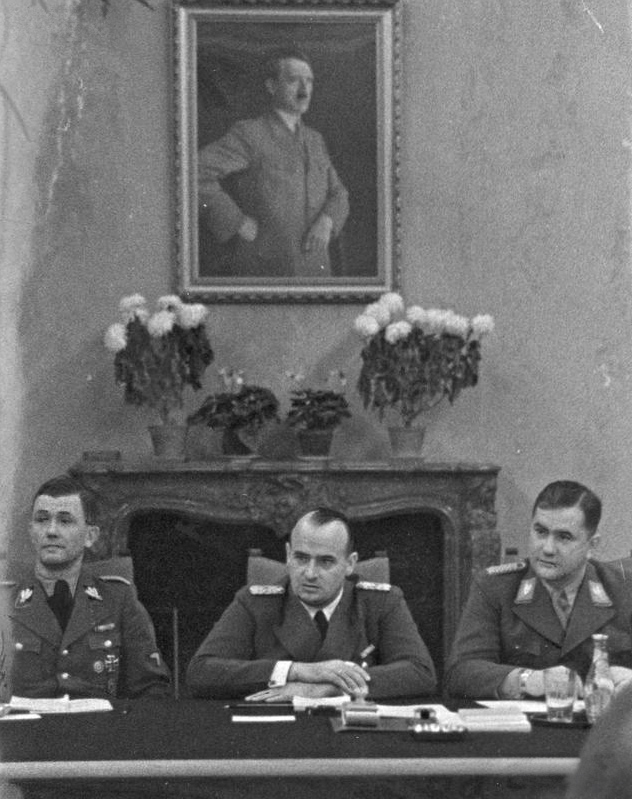
Hans Frank (al centro) fu uno dei principali giuristi che attuarono la volontà di Hitler come legge della Germania nazista.

A partire dal biennio 1934-1935, il mito del Führer iniziò a determinare il diritto costituzionale della Germania, tanto che il giurista nazista Hans Frank affermò: "Il diritto costituzionale nel Terzo Reich è la formulazione giuridica della volontà del Führer, ma la volontà del Führer non rappresenta il soddisfacimento dei prerequisiti legali per la sua attività". Già il 23 marzo 1933 Hitler dichiarò che la ragione principale della legge era la seguente: "il nostro sistema giudiziario deve, prima di tutto, servire alla conservazione della comunità del Volk"; "la flessibilità delle sentenze calcolate per servire la conservazione della società deve essere appropriata, alla luce del mandato fisso dei giudici" e avvertì che in futuro il tradimento statale e nazionale sarebbe stato annientato con barbara spietatezza.
Poco dopo che Hitler fuse le due cariche di Cancelliere e Presidente in una sola per creare la posizione di "Führer e Cancelliere", il 10 settembre 1934 Frank annunciò l'attuazione della volontà di Hitler come legge statale. Le varie definizioni razziali di "ariano", "sangue tedesco" e così via erano tutte determinate da Hitler stesso, il che spinse il nazista Andreas Veit a scrivere: "Tutti coloro che hanno un senso veramente tedesco sanno di dover ringraziare il Führer". I giuristi nazisti la descrissero come lo "Stato del Führer" per trasmettere l'idea che la volontà del popolo tedesco fosse determinata dalla volontà di Hitler.
Il 26 aprile 1942, parlando al Reichstag, Hitler si autoproclamò giudice supremo del popolo tedesco, dichiarando anche che la sopravvivenza della Germania non doveva essere vincolata da alcuna questione legale e che sarebbe intervenuto quando le sentenze non corrispondevano alla gravità dei crimini: "D'ora in poi mi occuperò di questi casi e imporrò ai giudici di riconoscere come giusto ciò che ordino". Il discorso fu accolto da un fragoroso applauso. Il 28 agosto 1942 emanò un decreto che consentiva al giurista Otto Georg Thierack di fare tutto il necessario per costringere i giudici ad adeguarsi al pensiero e alle linee guida di Hitler in materia, rendendo così le procedure legali conformi alla volontà personale del Führer.

### Aspetti religiosi

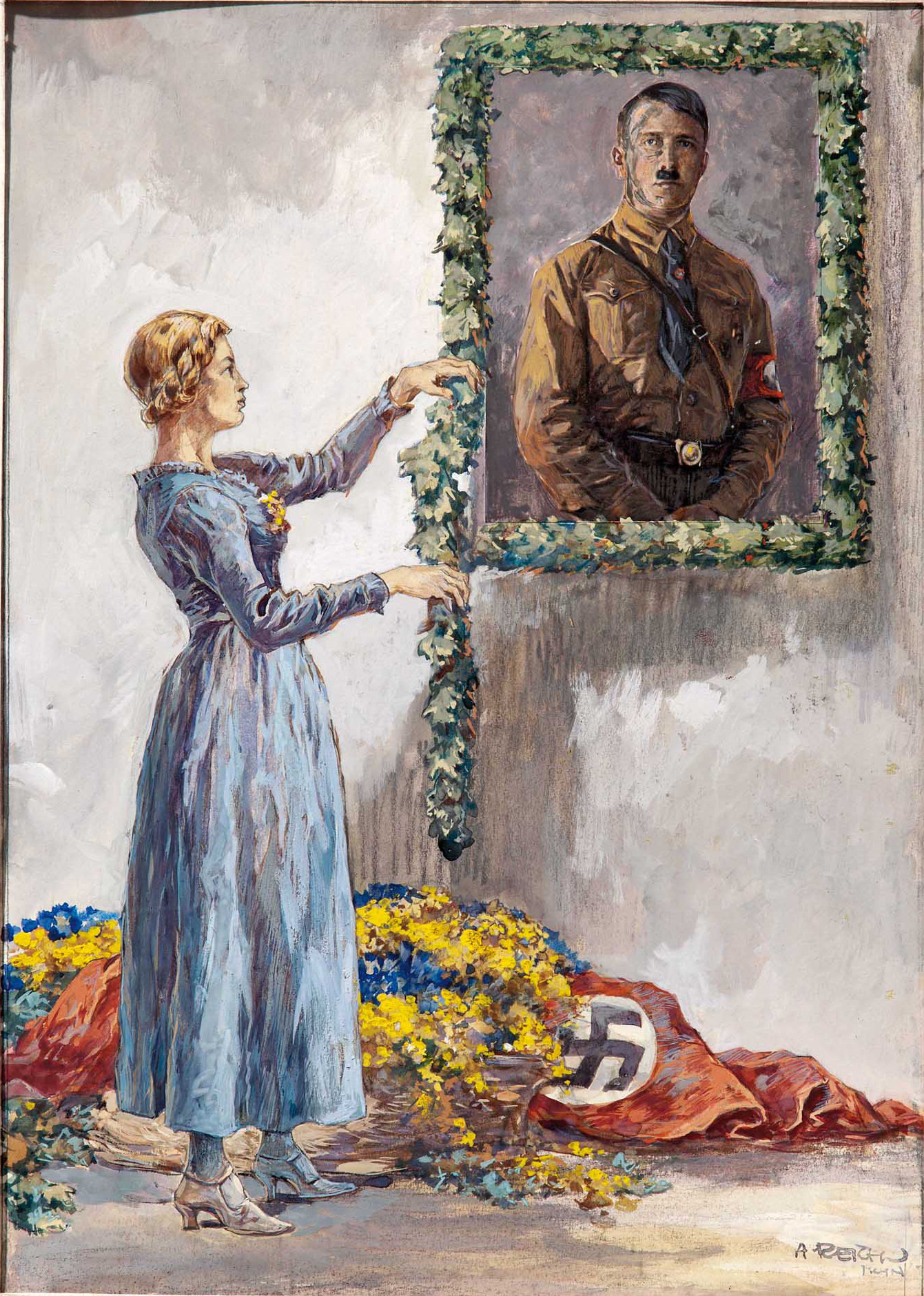
Un dipinto di Hitler di Albert Reich

Nei suoi discorsi Hitler usava spesso termini religiosi, come la "resurrezione" del popolo tedesco, e li terminava con "Amen". Il 24° punto del programma nazista affermava che il Partito nazista sosteneva il cristianesimo positivo e Hitler enfatizzò il suo impegno verso il cristianesimo del partito cattolico di centro per convincerlo a votare a favore del decreto dei pieni poteri del 1933. In realtà molti nazisti, come Alfred Rosenberg e Martin Bormann, erano profondamente contrari alla religione e anticristiani. Dopo aver conquistato il potere, iniziarono la lotta contro la Chiesa (il Kirchenkampf), in particolare quella cattolica.
Il motivo principale per cui Hitler e i nazisti non sostennero apertamente le idee anticristiane prima di conquistare il potere fu che sapevano che così avrebbero allontanato tanti tedeschi, dato che la stragrande maggioranza era in qualche modo religiosa. Ai bambini si insegnava che Hitler era "mandato da Dio" e che rappresentava la loro "fede" e "luce", dipingendolo come un profeta piuttosto che un normale politico.
Negli anni trenta Hitler iniziò a parlare in termini mistici quando si rivolgeva ai "compagni nazionali" tedeschi. Dopo il riarmo della Renania nel marzo 1936, dichiarò: "Vado per la strada che la Provvidenza mi detta con la sicurezza di un sonnambulo". Nel maggio 1936, a Lustgarten, disse: "Siamo così fortunati a poter vivere in mezzo a questo popolo, e sono orgoglioso di essere il vostro Führer. Così orgoglioso che non riesco a immaginare nulla al mondo che possa convincermi a scambiarlo con qualcos'altro. Preferirei, mille volte di più, essere l'ultimo compagno nazionale tra di voi che un re altrove. E questo orgoglio mi riempie soprattutto oggi". Si identificò con il popolo tedesco nel settembre 1936: "Il fatto che mi abbiate trovato tra tanti milioni di persone è il miracolo del nostro tempo! E che io abbia trovato voi è la fortuna della Germania!".

## Lealtà e devozione a Hitler
La propaganda nazista utilizzò diverse forme di devozione per consolidare il culto del leader e del popolo tedesco.

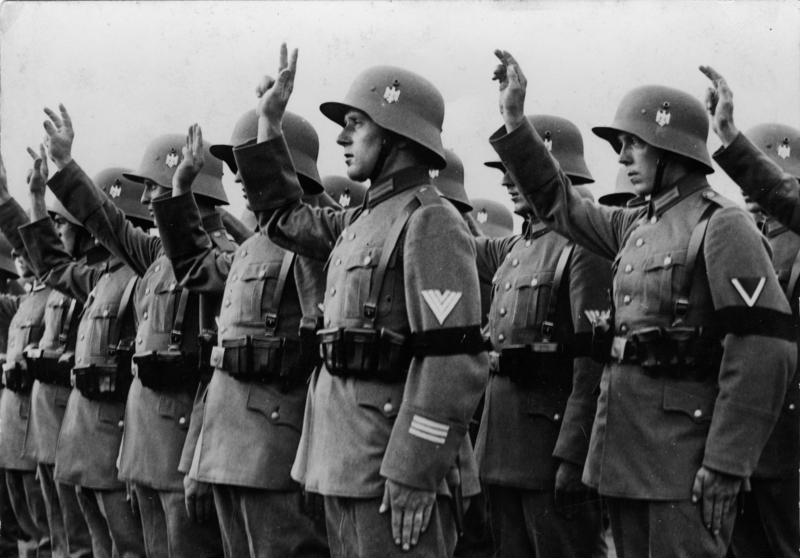
Soldati della Reichswehr che prestano il giuramento di Hitler nel 1934, con le mani alzate nel tradizionale gesto dello schwurhand.

Un aspetto del mito era l'obbedienza personale a Hitler. Dopo la morte del presidente Paul von Hindenburg il 2 agosto 1934, Hitler si dichiarò "Führer und Reichskanzler". Poco dopo, il ministro della Guerra Werner von Blomberg emanò un ordine secondo il quale tutto il personale militare, che prima giurava alla Germania, avrebbe dovuto prestare giuramento di fedeltà vincolante a Hitler in persona. Anche i dipendenti pubblici erano tenuti a prestare tale giuramento. Il saluto "Heil Hitler", reso obbligatorio per tutti i membri del partito nazista e poi per i dipendenti pubblici e militari, diventò il simbolo di devozione totale a Hitler.
Tra il 1933 e il 1945 circa 4 000 città e località nominarono Hitler cittadino onorario per dimostrargli la loro fedeltà. Dopo la fine della seconda guerra mondiale molte di esse hanno revocato la decisione.
Hitler tenne deliberatamente nascosta la sua vita privata all'opinione pubblica tedesca per assicurarsi la popolarità, soprattutto presso le donne. Quando gli veniva chiesto perché non aveva una moglie, rispondeva: "Sono sposato con la Germania". Le tedesche credevano sinceramente che fosse celibe, devoto alla Germania. Molte lo idolatravano e gli scrivevano, spesso anche lettere di tenore erotico. Migliaia di donne aspettavano fuori dalla sua casa di Berghof, sull'Obersalzberg, solo per poterlo vedere; una volta visto, tante diventavano isteriche e gli gridavano cose come "Mein Führer, vorrei avere un figlio da te!". Molte cercavano di avvicinarsi per baciarlo, ma venivano fermate e trascinate via dalle sue guardie del corpo. La relazione del leader con la sua amante Eva Braun rimase un segreto custodito attentamente, perché Hitler credeva che se le donne avessero saputo che aveva una moglie, avrebbe perso il fascino che esercitava su di loro.

## Hitler e la gioventù tedesca

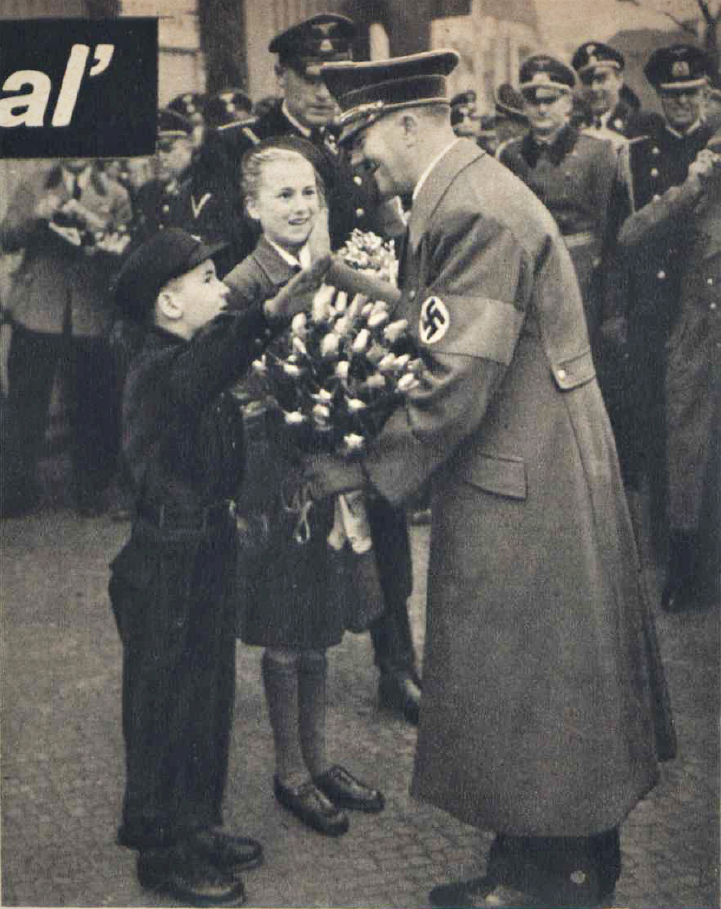
Hitler riceve dei fiori dai membri della Gioventù hitleriana.

La propaganda nazista indottrinò i giovani tedeschi, soprattutto i membri della Gioventù hitleriana. Ai ragazzi veniva insegnato che appartenevano tutti a un'unica comunità popolare senza classi, e la loro identità di gruppo veniva rafforzata attraverso marce, canti e campeggi comuni. Hitler veniva rappresentato come una figura paterna che li avrebbe sempre protetti. I nazisti riuscirono a costruirsi e a trasmettere l'immagine di protettori dei giovani che avrebbero offerto loro prosperità e sicurezza. Grazie all'intensa opera di propaganda, poterono controllare gli atteggiamenti e i comportamenti pubblici e privati dei giovani, pesantemente indottrinati con le teorie razziali e la presunta supremazia del Volk . I piccoli erano i più suscettibili al richiamo emotivo del mito hitleriano: agli undicenni che entravano nel Deutsches Jungvolk il primo giorno veniva detto: "Da oggi in poi la tua vita appartiene al Führer".
Heinrich Hoffmann, il fotografo personale di Hitler, pubblicò nel 1934 il libro "Jugend um Hitler", che intendeva dimostrare quanto Hitler si preoccupava dei bambini. La retorica carismatica del capo supremo esercitava un grande fascino sui giovani. Il Triumph Des Willens riporta un discorso di Hitler alla Gioventù hitleriana a Norimberga, in cui disse: "Noi vogliamo essere una nazione unita e voi, miei giovani, dovete diventare questa nazione. In futuro non vogliamo vedere classi e caste, e voi non dovete permettere che si sviluppino tra di voi. Un giorno vogliamo vedere una sola nazione". I ragazzi e le ragazze che volevano entrare nella Gioventù hitleriana dovevano dichiarare: "Giuro, nella Gioventù hitleriana, di fare sempre il mio dovere con amore e lealtà, per il Führer e la nostra bandiera. Che Dio mi aiuti"; in seguito dovevano impegnarsi a morire per Hitler.
La propaganda nazista induceva i membri della Gioventù hitleriana a denunciare chiunque muovesse qualsiasi critica al regime nazista. Veniva detto loro che erano razzialmente superiori, il che col tempo generò un aperto sentimento di arroganza nei confronti di coloro che consideravano inferiori. Venivano indottrinati con miti razziali sulla superiorità ariana, sul fatto che appartenevano a una razza dominante e che gli ebrei erano una razza inferiore che distruggeva le culture. In tutte le scuole fu imposto di insegnare uno studio sulla presunta superiorità della cultura tedesca, che enfatizzava la supremazia teutonica e incoraggiava i giovani a istruirsi sulla storia tedesca, sulla letteratura, su ciò che riguardava la razza nordica, sulla conservazione della propria ascendenza ariana e sulla devozione alla Germania. Baldur von Schirach, leader della Gioventù hitleriana, di solito presentava Hitler in modo quasi religioso. Durante un discorso disse: "Non abbiamo bisogno di leader intellettuali che creino nuove idee, perché il leader che sovrintende a tutti i desideri della gioventù è Adolf Hitler". Schirach esclamò: "Il tuo nome, mio Führer, è la felicità della gioventù, il tuo nome, mio Führer, è per noi la vita eterna". Durante l'Anschluss nel 1938, disse ai membri della Gioventù hitleriana: "Sì, mein Führer, chi serve Adolf Hitler, il Führer, serve la Germania, chi serve la Germania, serve Dio" e "Quando conduciamo la gioventù alla Germania, la conduciamo a Dio".
Hitler credeva che con il tempo avrebbe potuto trasformare i giovani in nazisti una volta cresciuti. I membri della Gioventù hitleriana gli rimasero fedeli anche quando i loro genitori lo criticavano durante la guerra. Nel 1943, con l'inizio delle sconfitte militari, molti membri della Gioventù hitleriana, pur non nutrendo più fiducia nel Partito nazista, distinguevano il Partito da Hitler e continuavano a credere in lui, come mostrano i rapporti del Sicherheitsdienst: "Il Führer non è il rappresentante del Partito, ma in prima istanza il Führer dello Stato e soprattutto il Comandante supremo della Wehrmacht". Tuttavia, benché tra i giovani il mito fosse stato più forte, cominciò a scemare anche tra loro quando la sconfitta della Germania divenne palpabile e inevitabile.

## Fine del culto
Già prima dell'inizio della seconda guerra mondiale il mito cominciava a mostrare delle crepe, ma fu solo verso la fine della guerra che la macchina della propaganda divenne pienamente visibile al popolo tedesco. Il ministro Albert Speer scrisse nel suo libro Memorie del Terzo Reich che nel 1939 si aveva la sensazione che il mito stesse tramontando, poiché i nazisti dovevano radunare a forza folle di persone che acclamassero i leader e partecipassero ai discorsi.

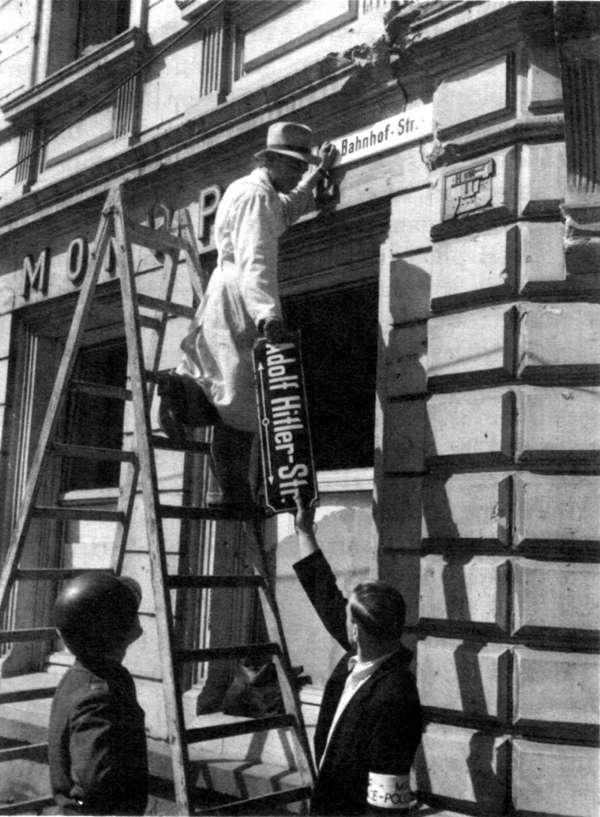
Operai che rimuovono la segnaletica di una ex "Adolf Hitler-Straße" (oggi "Steinbrückstraße") a Treviri il 12 maggio 1945.

Il mito del Führer cominciò a perdere importanza dopo il lancio dell'operazione Barbarossa, cioè l'invasione dell'Unione Sovietica, che si pensava sarebbe durata poco più di sei settimane. Con il passare del tempo e con le continue sconfitte militari subite dalla Germania, in particolare dopo la battaglia di Stalingrado nel 1943, il mito del Führer cominciò a venire smascherato. Si inizio a mettere in discussione che Hitler fosse un genio militare, caratteristica riconosciutagli dopo le vittorie della guerra lampo in Occidente, sebbene egli attribuisse la colpa delle sconfitte ai suoi generali. Per la prima volta fu incolpato personalmente di aver scatenato la guerra. Da questo momento divenne più riservato e parlò raramente al popolo tedesco. Goebbels tentò di ritrarre Hitler come l'equivalente di Federico il Grande, cioè come chi alla fine avrebbe trionfato nonostante le battute d'arresto, ma a quel punto la maggior parte dei tedeschi immaginava che avrebbero perso la guerra e il fascino iniziale di Hitler era quasi del tutto perduto.
Ciononostante, l'odio nei confronti degli Alleati per le massicce campagne di bombardamento, insieme alle promesse di nuove armi miracolose che avrebbero portato alla vittoria, spinsero una parte dei tedeschi a rimanere fedeli a Hitler, seppur per un breve periodo di tempo. Anche il fallito tentativo di assassinio di Hitler del 20 luglio 1944 provocò una breve impennata di fedeltà.
I combattenti più anziani del Partito, ovvero i sostenitori più accesi di Hitler negli anni '20, furono gli ultimi a credere ancora fortemente nel mito del Führer, anche quando fu già evidente che la guerra era ormai persa: questi combattenti erano le persone che avevano personalmente beneficiato del regime nazista in un modo o nell'altro. Il loro disincanto nei confronti di Hitler rimase flessibile, a seconda che sembrasse possibile o meno una vittoria militare nell'immediato futuro; alcuni nazisti rimasero convinti nella loro "fede incrollabile" nel mito fino al definitivo crollo della Germania nazista.
In seguito alle molteplici sconfitte militari, quando fu evidente che la Germania avrebbe perso la guerra, il mito cominciò a sgonfiarsi e la popolarità di Hitler a diminuire. Secondo la storica Lisa Pine, durante l'ultima fase della guerra il mito del Führer "crollò del tutto". Pochi civili piansero il suo suicidio nel 1945, perché erano troppo impegnati a gestire il crollo della Germania o a sfuggire ai combattimenti. Secondo John Toland, biografo di Hitler, il nazismo "scoppiò come una bolla di sapone" senza il suo leader.

### Approfondimenti
- Susan D. Bachrach e Steven Luckert, State of Deception: The Power of Nazi Propaganda, United States Holocaust Memorial Museum, 2009, ISBN 978-0896047143.
- Ernest Kohn Bramsted, Goebbels and National Socialist Propaganda, 1925–1945, Cresset Press, 1965.
- Richard J. Evans, The Third Reich in Power, 1933–1939: How the Nazis Won Over the Hearts and Minds of a Nation, Penguin Books Limited, 2012, ISBN 978-0718196813.
- Brigitte Hamann, Hitler's Vienna: A Portrait of the Tyrant as a Young Man, Bloomsbury US, 2011, ISBN 978-1848852778.
- (DE) Gerhard Hirschfeld e Lothar Kettenacker, Der "Fuhrerstaat", Mythos und Realitat: Studien zur Struktur und Politik des Dritten Reiches, Klett-Cotta, 1981, ISBN 978-3129153505.
- Ian Kershaw, Hitler 1936–1945: Nemesis, Penguin Books Limited, 2001b, ISBN 978-0141925813.
- J. P. Stern, Hitler: The Führer and the People, University of California Press, 1975, ISBN 978-0520029521.
- David Welch, The Third Reich: Politics and Propaganda, Psychology Press, 2002, ISBN 978-0415275088.